# Bagdad Cafe
Bagdad Cafe is een Duits-Amerikaanse film van Percy Adlon die werd uitgebracht in 1987. 

## Verhaal
Na een verhitte ruzie met haar man stapt Jasmin Münchgstettner, een struise Beierse vrouw, uit hun huurauto. Ze staat nu op een weg in de Mojavewoestijn, ergens tussen Las Vegas en nergens. Zeulend met een zware koffer en een grote handtas, gekleed in loden en met een pluimenhoed op het hoofd, strandt ze in een afgelegen stofferig motel met café en benzinepomp, uitgebaat door de zwarte Brenda, een rumoerige, vitale vrouw met een kort lontje. Brenda zwaait er de plak over haar kinderen, routiers en een aantal marginalen zoals Rudi, een ex-schilder van Hollywoodfilmdecors en een misantropische tatoeëerster.
Jasmin blijft hangen bij een aanvankelijk wat achterdochtige Brenda. Ze huurt niet alleen een kamer, ze ruimt op, ze maakt zich nuttig in het café en ze bekommert zich om Brenda's gezin. Dankzij haar opgeruimdheid en haar talent als goochelaar trekt ze ook meer klanten aan. De geleidelijke toenadering tussen de fundamenteel verschillende vrouwen groeit uit tot ware vriendschap. Jasmin maakt zich geliefd bij iedereen en er ontstaat zelfs een idylle tussen haar en Rudi die haar alsmaar naakter wil portretteren.

## Rolverdeling
| Acteur              | Personage                                          |
| ------------------- | -------------------------------------------------- |
| Marianne Sägebrecht | Jasmin Münchgstettner                              |
| CCH Pounder         | Brenda                                             |
| Jack Palance        | Rudi Cox, de ex-schilder van filmdecors            |
| Christine Kaufmann  | Debby, de misantropische tatoeëerster              |
| Monica Calhoun      | Phyllis, de dochter van Brenda                     |
| Darron Flagg        | Salomo, de pianist en de zoon van Brenda           |
| Georges Aguilar     | Cahuenga, de passieve kelner van Indiaanse afkomst |
| Apesanahkwat        | sheriff Arnie, eveneens van Indiaanse afkomst      |
| Hans Sadlbauer      | meneer Münchgstettner                              |
| Alan S. Craig       | Eric, de boemerangwerper                           |